# Дјевојчица са шибицама
Дјевојчица са шибицама је кратка прича данског писца Ханса Кристијана Андерсена из 1845. године. Тема дјечијих снова и наде прилагођена је различитим медијима, укључујући и анимирани филм и телевизијски мјузикл. 

## Радња
Током Бадње вечери, сиромашна млада девојчица, промрзла од зимске хладноће, покушава да прода шибице на улици. Плаши се одласка кући јер зна да ће је отац истући уколико не прода шибице. Након много покушаја да прода шибице, дјевојчица се предаје и у хладној ноћи легне крај једног дућана. Пошто јој је било хладно, почела је палити шибице не би ли се угријала. Сваки пут када би упалила шибицу, видела би нешто о чему је одувијек сањала, али чим би полетјела то дохватити, шибица би се угасила и чар би нестала. Задња шибица коју је упалила, јој освијетли њену покојну баку, која је у тој хладној ноћи повела са собом на небо. Тиме су бриге јадне дјевојчице нестале. Тако је јутро свануло над малим, мртвим тијелом које је склупчано лежало крај улице.

## Објављивање
Девојчица са шибицама је први пут објављена 1845. године за Dansk Folkekalender за 1846. годину. Дјело је реиздано 4. марта 1848. године у склопу едиције New Fairy Tales 1848. и поново након тога 18. децембра 1849. године као дио Fairy Tales 1850. Девојчица са шибицама је објављена и 30. марта 1863. године у склопу Fairy Tales and Stories.

## Адаптације
Тема Хансовог дела адаптирана је у три играна филма 1902, 1928. и 1988. године. Такође, снимљено је и шест анимираних филмова. Најмање десет пјесама бавило се темом дјевојчице са шибицама и снимљено је најмање пет различитих ТВ формата.

## О књизи
О књизи Девојчица са шибицама Тиодор Росић каже: Андерсен је веровао да о човековој судбини одлучује Бог. У Девојчици са шибицама, потресној бајци о промрзлој, гладној девојчици која у новогодишњој ноћи безуспешно паљењем шибица покушава да загреје промрзле прсте, Андерсен је изнео племенито веровање у свет бољи и праведнији од света у којем владају глад, хладноћа, несрећа. Девојчица се смрзла у новогодишњој ноћи. Причинила јој се мртва бака: —- Она — вели Андерсен,  — диже девојчицу у наручје и полете у сјај, високо, високо; више није било ни хладноће, ни глади, ни страха.